# Chelsea Football Club Women
Maillots
Actualités
Le Chelsea Football Club Women, anciennement le Chelsea Ladies Football Club, est un club de football féminin anglais affilié au club de Chelsea depuis 2004.
Fondé en 1992, le club évolue actuellement en Championnat d'Angleterre féminin de football, la première division féminine anglaise. Elles jouent à domicile à Kingsmeadow. Elles accèdent à la Women's Premier League en remportant la Southern Division à l'issue de la saison 2004-05. Le Chelsea FCW est l'un des clubs les plus titrés du football féminin anglais, avec huit championnats d'Angleterre, cinq Women's FA Cup, deux FA Women's League Cup, et le Women's FA Community Shield en 2020. Sur le plan international ces dernières années, le club a échoué en finale de la UEFA Women's Champions League contre le FC Barcelone en 2021, en demi-finale de la compétition contre la même équipe en 2023, après avoir éliminé les tenantes du titre lyonnaises en quarts, et en 2024.

## Histoire
L'équipe féminine de Chelsea est créée en 1992, et affiliée à l'équipe masculine depuis 2004.
Les Blues enrichissent leur effectif d'internationales en s'offrant les meilleures joueuses anglaises comme Eniola Aluko en 2007 et les deux anciennes joueuses d'Arsenal, Lianne Sanderson et Anita Asante en juillet 2008. Les ambitions du club sont ainsi claires, devenir un des meilleurs clubs féminins anglais et concurrencer ainsi la domination d'Arsenal.
En 2009, après une importante baisse de budget, la légende masculine du club John Terry intervient pour financer la section féminine.
En 2012, Emma Hayes remplace Matt Beard à la tête de l'équipe. L'ancienne entraîneuse adjointe d'Arsenal deviendra l'entraîneuse emblématique de Chelsea. Le club finit à la 7e place du championnat en 2013.
En 2014, les Blues manquent l'occasion de remporter son premier titre en WSL en étant devancées par Liverpool à la différence de buts. Gemma Davison arrive alors du club du Nord de l'Angleterre pour former un quatuor offensif avec Eniola Aluko, Fran Kirby et Ji So-Yun. Les recrues Hedvig Lindahl et Niamh Fahey assurent la solidité défensive de l'équipe, qui remporte enfin le championnat en 2015.
Après avoir atteint les demi-finales de Ligue des Champions pour la première fois de son histoire en éliminant notamment le Montpellier HSC, le club réalise le doublé Coupe-Championnat en 2017-2018.
En 2018-2019, Chelsea bat le Paris Saint-Germain pour rejoindre les demi-finales de Ligue des champions, et est éliminée par l'Olympique Lyonnais. Le club déçoit en compétitions nationales et finit la saison sans trophée, échouant même à la troisième place en championnat, synonyme de non qualification en Ligue des Champions.
Le foot féminin anglais commence à percevoir de nouveaux subsides notamment grâce des droits TV revus à la hausse : au mercato hivernal 2019-2020, Chelsea recrute l'Australienne Sam Kerr, meilleure buteuse de l'histoire de la NWSL américaine, qui devient la joueuse la mieux payée au monde. Alors que le championnat 2019-2020 est arrêté à cause de la pandémie de Covid-19 (contrairement à la Premier League masculine), Chelsea, 2e du classement, remporte le titre devant Manchester City grâce à un nombre de points par match supérieur. Les Londoniennes décident de reverser leur prime à l'association Refuge, qui lutte contre les violences conjugales. Les Blues remportent également le Community Shield, encore face aux Citizens.
Au mercato estival, la Danoise Pernille Harder, 2e du Ballon d'or 2018, arrive du VfL Wolfsbourg pour la somme de 350 000 €, devenant la joueuse la plus chère de l'histoire. L'attaquante en profite pour rejoindre sa compagne, la défenseure et capitaine Magdalena Eriksson. La Suissesse Ramona Bachmann et la Finlandaise Adelina Engmann quittent le club pour rejoindre le Paris Saint-Germain et le Montpellier HSC,.
Chelsea est le premier club à adapter le rythme des entraînements aux périodes de menstruations, sous l'impulsion de la coach Emma Hayes.
La saison 2020-2021 est couronnée de succès, avec l'obtention du premier FA Community Shield par le club, contre Manchester City. Lors de cette saison, Chelsea remporte aussi pour la deuxième fois consécutive la Coupe de la Ligue, après une victoire contre Bristol City (6-0). En outre Chelsea remporte sur la même saison son quatrième titre en WSL, un record concluant la dernière journée de championnat par une victoire 5-0 contre Reading. Cette année, Chelsea bat le record de victoires (18) et de points (57) en une seule saison. Sam Kerr remporte alors le soulier d'or (21 buts marqués), Fran Kirby a le plus grand nombre de passes décisives ex æquo (11), et la gardienne Ann-Katrin Berger remporte le Gant d'Or, avec 12 clean sheets. Compte tenu de leurs performances remarquables sur la saison 2020-2021, la journaliste Suzanne Wrack, du Guardian, déclare que Chelsea est l'"une des meilleures équipes féminines de football ayant joué dans le championnat anglais". Le 16 mai 2021, l'équipe participe à sa première finale de Champion's League mais perd 4-0 contre Barcelone. Le 5 décembre de la même année, Chelsea remporte la FA Cup contre leurs rivales d'Arsenal après une victoire sans appel 3-0 (but de Kirby et doublé de Kerr).
Affichant une volonté claire de remporter toujours plus de titres et de se mesurer aux meilleures équipes européennes, Chelsea poursuit sur sa lancée lors de la saison 2021-2022, lors de laquelle le club remporte à nouveau le doublé FA Cup/FA WSL (Coupe d'Angleterre et championnat). L'équipe échoue cependant en finale de Coupe de la Ligue contre Manchester City (3-1), et est éliminée dès les phases de groupe de la Champion's League, ce qui constitue une réelle désillusion. L'équipe remporte néanmoins le trophée du Club de l'Année à la cérémonie du Ballon d'Or 2021.
Lors de la pré-saison 2022-2023, l'équipe participe au tournoi Women's International Champions Cup à Portland (Oregon). Lors de la saison 2022-2023, l'équipe réalise à nouveau le doublé FA WSL/FA Cup, mais échoue à nouveau en finale de la Coupe de la Ligue contre Arsenal (3-1). La saison est aussi marquée par le départ de Bethany England pour Tottenham, l'attaquante souhaitant davantage de temps de jeu pour espérer une nouvelle sélection en équipe nationale. D'autres joueuses partent aussi, comme la légende du club Ji So-yun, Joanna Andersson, Drew Spence ou Poppy Sopper. Le club se distingue cependant par la signature ou le renouvellement de contrat de nombreuses joueuses (Carter, Mjelde, Bright, Fox, Aggie Beever-Jones, Fleming, Cuthbert, Reiten, Leupolz, Nouwen, Musovic, Ingle et Kirby ayant prolongé, et Périsset, Buchanan, Svitkova, Watson, Kaneryd, Cankovic signé) . Courant toujours après un sacre en coupe d'Europe, Chelsea finit première de son groupe (PSG, Madrid, Vllaznia). Le club remporte par la suite une victoire retentissante contre l'Olympique lyonnais, tenant du titre en Champion's League, en quarts de finale. Ayant remporté le match aller à Lyon 1-0 sur un but de l'internationale norvégienne Guro Reiten, Chelsea voit Lyon revenir au score puis mener au match retour à Stamford Bridge. Menées 2-0 à quelques minutes de la fin (et donc mathématiquement éliminée), l'équipe marque un pénalty par Maren Mjelde dans les arrêts de jeu. La séance de tirs au but est remportée 4-3 par Chelsea, avec deux parades de la gardienne Ann-Katrin Berger. Chelsea échoue cependant à se qualifier en finale en perdant face à Barcelone (2-1 agg.). 

## Palmarès
- Ligue des champions
  - Finaliste : 2021
  - Demi-finaliste: 2023 et 2025

- Championnat d'Angleterre (9)
  - Champion : 2015, 2017, 2018, 2020, 2021, 2022, 2023, 2024 et 2025
  - Vice-champion : 2014 et 2016

- FA WSL Spring Series
  - Vainqueur : 2017

- Coupe d'Angleterre (6)
  - Vainqueur : 2015, 2018, 2021, 2022,2023 et 2025
  - Finaliste : 2012 et 2016

- Coupe de la Ligue anglaise (3)
  - Vainqueur : 2020, 2021 et 2025
  - Finaliste : 2022 et 2023

- Community Shield (1)
  - Vainqueur : 2020

- Premier League Southern Division
  - Champion : 2005

- Surrey County Cup
  - Vainqueur : 2003, 2004, 2006, 2007, 2008, 2009, 2010, 2012 et 2013

## Parcours en Coupe d'Europe
La deuxième place en Championnat acquise en 2014 qualifie Chelsea pour sa première Ligue des Champions en 2015-2016. 
Le club est éliminé trois saisons de suite par le VfL Wolfsbourg entre 2016 et 2018.
Chelsea atteint deux fois consécutives les demi-finales, en 2018 et 2019, puis atteint pour la première fois la finale, perdue 4-0 face au FC Barcelone en 2021.
Entre 2023 et 2025, Chelsea atteint trois fois de suite les demi-finales et affronte à chaque fois le FC Barcelone à ce stade de la compétition. 
| Saison    | Tour             | Adversaire          | Aller | Retour                | Score total  |
| --------- | ---------------- | ------------------- | ----- | --------------------- | ------------ |
| 2015-2016 | 1/16 finale      | Glasgow City LFC    | 1 - 0 | 0 - 3                 | 4 - 0        |
| 2015-2016 | 1/8 finale       | VfL Wolfsbourg      | 1 - 2 | 2 - 0                 | 1 - 4        |
| 2016-2017 | 1/16 finale      | VfL Wolfsbourg      | 0 - 3 | 1 - 1                 | 1 - 3        |
| 2017-2018 | 1/16 finale      | Bayern Munich       | 1 - 0 | 2 - 1                 | 2 - 2 e      |
| 2017-2018 | 1/8 finale       | FC Rosengård        | 3 - 0 | 0 - 1                 | 4 - 0        |
| 2017-2018 | 1/4 finale       | Montpellier HSC     | 0 - 2 | 3 - 1                 | 5 - 1        |
| 2017-2018 | 1/2 finale       | VfL Wolfsbourg      | 1 - 3 | 2 - 0                 | 1 - 5        |
| 2018-2019 | 1/16 finale      | SFK 2000 Sarajevo   | 0 - 5 | 6 - 0                 | 11 - 0       |
| 2018-2019 | 1/8 finale       | Fiorentina WFC      | 1 - 0 | 0 - 6                 | 7 - 0        |
| 2018-2019 | 1/4 finale       | Paris Saint-Germain | 2 - 0 | 2 - 1                 | 3 - 2        |
| 2018-2019 | 1/2 finale       | Olympique Lyonnais  | 1 - 2 | 1 - 1                 | 2 - 3        |
| 2020-2021 | 1/16 finale      | Benfica Lisbonne    | 0 - 5 | 3 - 0                 | 8 - 0        |
| 2020-2021 | 1/8 finale       | Atlético de Madrid  | 2 - 0 | 1 - 1                 | 3 - 1        |
| 2020-2021 | 1/4 finale       | VfL Wolfsbourg      | 2 - 1 | 0 - 3                 | 5 - 1        |
| 2020-2021 | 1/2 finale       | Bayern Munich       | 2 - 1 | 4 - 1                 | 5 - 3        |
| 2020-2021 | Finale           | FC Barcelone        | 0 - 4 | 0 - 4                 | 0 - 4        |
| 2021-2022 | Phase de groupes | VfL Wolfsbourg      | 3 - 3 | 4 - 0                 | 3e (11 pts)  |
| 2021-2022 | Phase de groupes | Juventus Turin      | 1 - 2 | 0 - 0                 | 3e (11 pts)  |
| 2021-2022 | Phase de groupes | Servette FCCF       | 0 - 7 | 1 - 0                 | 3e (11 pts)  |
| 2022-2023 | Phase de groupes | Paris Saint-Germain | 0 - 1 | 3 - 0                 | 1er (16 pts) |
| 2022-2023 | Phase de groupes | KFF Vllaznia        | 8 - 0 | 0 - 4                 | 1er (16 pts) |
| 2022-2023 | Phase de groupes | Real Madrid         | 2 - 0 | 1 - 1                 | 1er (16 pts) |
| 2022-2023 | 1/4 finale       | Olympique lyonnais  | 0 - 1 | 1 - 2 (4 - 3t. a. b.) | 3 - 3        |
| 2022-2023 | 1/2 finale       | FC Barcelone        | 0 - 1 | 1 - 1                 | 1 - 2        |
| 2023-2024 | Phase de groupes | Real Madrid         | 2 - 2 | 2 - 1                 | 1er (14 pts) |
| 2023-2024 | Phase de groupes | Paris FC            | 4 - 1 | 0 - 4                 | 1er (14 pts) |
| 2023-2024 | Phase de groupes | BK Häcken           | 0 - 0 | 1 - 3                 | 1er (14 pts) |
| 2023-2024 | 1/4 finale       | Ajax Amsterdam      | 0 - 3 | 1 - 1                 | 4 - 1        |
| 2023-2024 | 1/2 finale       | FC Barcelone        | 0 - 1 | 0 - 2                 | 1 - 2        |

## Rivalités
La rivalité la plus importante se joue avec Arsenal, l'autre équipe londonienne jouant les premiers rôles en Angleterre. Cependant, la présence de West Ham, puis de Tottenham en Women's Super League multiplie le nombre de derbies londoniens.